# Viișoara, Glodeni
Viișoara este satul de reședință al comunei cu același nume din raionul Glodeni, Republica Moldova. Este situat în apropierea râului Prut la poalele rezervației Pădurea Domnească și se află la o distanță de 20 km de centrul raional Glodeni. Sătenii sunt vorbitori de limba română, majoritatea fiind ortodocși. Activitatea de bază este agricultura.

## Demografie

### Structura etnică
Structura etnică a satului conform recensământului populației din 2004:
| Grup etnic         | Populație | % Procentaj |
| ------------------ | --------- | ----------- |
| Moldoveni / Români | 1.490     | 99,07%      |
| Ucraineni          | 7         | 0,47%       |
| Ruși               | 6         | 0,4%        |
| Alții              | 1         | 0,07%       |
| Total              | 1.504     | 100%        |